# 41049 Van Citters
41049 Van Citters è un asteroide della fascia principale. Scoperto nel 1999, presenta un'orbita caratterizzata da un semiasse maggiore pari a 2,7575355 UA e da un'eccentricità di 0,2505613, inclinata di 14,54189° rispetto all'eclittica.